# Oberleutasch
Oberleutasch ist ein Ort in Nordtirol und Gemeindeteil von Leutasch im Bezirk Innsbruck-Land, Tirol.

## Geographie
Der Gemeindeteil liegt im oberen Leutaschtal, 20 Kilometer nordwestlich von Innsbruck und stellt den Hauptort der Gemeinde Leutasch dar. Gebildet wird er taleinwärts aus den Ortslagen Ahrn, Emmat, Lehner, Gasse, Unterweidach, Weidach-Föhrenwald, Kreith, Oberweidach, Seewald, Kirchplatzl, Aue, Obere Wiese, Plaik, Ostbach, Obern, Platzl, Klamm sowie Moos.
Ein Ort Leutasch wird im Ortsverzeichnis  der Statistik Austria wie auch im Tiroler Rauminformationssystem (TIRIS) nicht geführt. Er findet sich in der ÖK50 und ÖK200 bei Kirchplatzl verzeichnet, in der Ortsnamensdatenbank Geonam Österreich der BEV aber in Weidach verortet.
Oberleutasch ist ortsüblich. In der älteren Literatur wird Leutsch bzw. Oberleutasch meist mit Kirchplatzl gleichgesetzt.

### Nachbarorte
|                      |                                             | Unterleutasch    |
| Wildermieming (Gem.) | Kompassrose, die auf Nachbargemeinden zeigt | Scharnitz (Gem.) |
| Telfs (Gem.)         | Neuleutasch Seefeld i.T. (Gem.)             |                  |

## Kultur und Sehenswürdigkeiten
- Katholische Pfarrkirche Oberleutasch hl. Maria Magdalena